# Rosa Amelia González-Lópezlira
Rosa Amelia González-Lópezlira (México; siglo XX) es una astrónoma mexicana que se especializa en la formación y evolución de galaxias, la distribución de edades de las estrellas en diferentes regiones de las galaxias y la tasa de rotación de los cúmulos globulares en las galaxias, incluido el descubrimiento de una tasa de rotación anormalmente rápida en la galaxia espiral M106. Es investigadora de la Universidad Nacional Autónoma de México (UNAM), en el Instituto de Radioastronomía y Astrofísica de la UNAM.

## Biografía
González-Lópezlira se recibió como licenciada en física por la UAM Iztapalapa. Posteriormente acudió a la Universidad de California en Berkeley para realizar estudios de doctorado en astronomía, completando su Ph.D. en 1996 con la disertación Trazadores observacionales de la dinámica y poblaciones estelares de discos galácticos: Gradientes de edad azimutales en M99 supervisada por James R. Graham.
Fue investigadora postdoctoral en el Instituto de Ciencias del Telescopio Espacial, trabajando allí con Ron Allen, y se unió al Instituto de Radioastronomía y Astrofísica de la UNAM como investigadora en el año 2000.

## Reconocimiento
González-Lópezlira es miembro de la Academia Mexicana de Ciencias.